# Løg
Denne artikel omhandler løg af plante-arten kepaløg. For andre arter, se Løg-slægten.
Løg er en af de ældste grøntsager kendt af mennesket og findes i flere forskellige varianter, der alle stammer fra plantearten kepaløg (Allium cepa). Løg blev ikke dyrket i oldtidens Norden, og den ældste løg, man har haft kendskab til i Norden, blev fundet på Bornholm og dateret til omkring år 650. Det vakte derfor forbløffelse, da man på Øland fandt en brændt løg fra slutningen af 400-tallet. 
Løg er både nemme at få til at gro, at transportere og opbevare over længe tid. Disse kvaliteter har gjort dem populære gennem tiderne. Løg indgår i et utal af madretter i de fleste af verdens kulturer. Løg bidrager med smag uden at øge kaloriemængden væsentligt. De er nutildags både tilgængelige som friske, ristede, frosne, på dåse, syltede og tørrede. Nært beslægtede i løg-slægten er hvidløg, porre og purløg.

## Smag og indholdsstoffer
Rå løg har en stærk smag, der skyldes indholdet af svovlholdige stoffer som aminosyren isoalliin. Når løget knuses eller gennemskæres, og cellerne ødelægges, sørger enzymet alliinase for, at aminosyren spaltes og omdannes til propanthial-S-oxid. Dette stof er irriterende for hud og slimhinder og giver tårer i øjnene. Ved at spise løg rå er der sandsynlighed for, at stoffet vil irritere maven.[kilde mangler]

### Næringsindhold
De fleste løgarter er cirka 89 % vand 9 % kulhydrat (herunder 4 % sukker og 2 % kostfibre), 1 % protein, og ubetydeligt fedtindhold. Løg indeholder lave mængder af essentielle næring og har et energiindhold på 189 kJ (44 Calories) per 100 g. Løg tilfører en krydret smag til retter, uden at tilføre et signifikant kalorieindhold.

## Løgtyper
De allerfleste kultivarer af kepaløg tilhører den gruppe, der kaldes Allium cepa var. cepa og kaldes almindeligvis bare løg. En anden gruppe kaldet Allium cepa var. aggregatum omfatter blandt andre skalotteløg, der tidligere blev regnet som en selvstændig art, Allium ascalonicum. De førstnævnte løg deles i tre undergrupper: Zittauerløg (de almindelige gule løg), rødløg og salatløg (hvide). Zittauerløg er også navnet på en bestemt sort (Allium cepa 'Zittauer'), og hele gruppen blev tidligere kaldet rødløg uanset farve.
Selvom det oftest er løgplantens store modne overvintringsorgan der anvendes, kan planten også spises på et tidligere tidspunkt. Unge planter kan høstes inden løget er dannet og hele planten anvendes, hvilket f.eks. sker med forårsløg.

### Zittauerløg
Zittauerløg, også kaldet gule kepaløg eller bare løg, er det mest anvendte grøntsagsløg. Betegnelsen Zittauer menes at stamme fra den tyske by Zittau. Løget kendes på sin gullige eller brunlige skal og lyse gule eller let grønlige indre samt den kraftige smag ved tilberedning. De er som regel mere tårefremkaldende, når de gennemskæres, end andre typer af løg, eksempelvis rødløg. Rødløg er også sødligere end zittauerløg i rå tilstand. De bliver dybt mørkebrune, når de karamelliseres og er med til at give løgsuppe dens søde smag.

### Rødløg
Rødløg har en lillafarvet overflade og hvidt og rødt kød. De er typisk mildere i smagen end zittauerløg. I madlavning kan de bruges både rå, grillede eller stegte i salater, gryderetter med videre. De fås hele året.
De mister farven lidt ved tilberedning. Farven skyldes anthocyanidiner som cyanidin. Rødløg har mange flavonoider.
Rødløg kan opbevares i 3-4 måneder ved rumtemperatur.

### Salatløg
Salatløg anvendes traditionelt i det klassiske mexicanske køkken. De får ved tilberedning en gylden farve og ved sautering i særlig grad en sød smag. De kaldes også spanske løg eller madeiraløg.
Salatløg er mildere end zittauerløg og benyttes, som navnet antyder, ofte i salater.

## Produktion og handel
På verdensplan anvendes et areal på omkring 3,6 millioner hektar til dyrkning af løg. Omkring 170 lande dyrker løg til deres hjemmemarked, mens cirka 8 % af den globale produktion handles internationalt.
| Verdens 10 største løgproducerende lande i 2012 (ton) | Verdens 10 største løgproducerende lande i 2012 (ton) |
| ----------------------------------------------------- | ----------------------------------------------------- |
| Kina                                                  | 20.507.759                                            |
| Indien                                                | 13.372.100                                            |
| USA                                                   | 3.320.870                                             |
| Egypten                                               | 2.208.080                                             |
| Iran                                                  | 1.922.970                                             |
| Tyrkiet                                               | 1.900.000                                             |
| Pakistan                                              | 1.701.100                                             |
| Brasilien                                             | 1.556.000                                             |
| Rusland                                               | 1.536.300                                             |
| Sydkorea                                              | 1.411.650                                             |
| Hele verden                                           | 74.250.809                                            |
| Kilde: FN's fødevare- og landbrugsorganisation (FAO)  |                                                       |

## Billeder
- Overskåret løg.
- Zittauerløg.
- Salatløg.
- Skalotteløg.